# Koutermolen (Rozebeke)

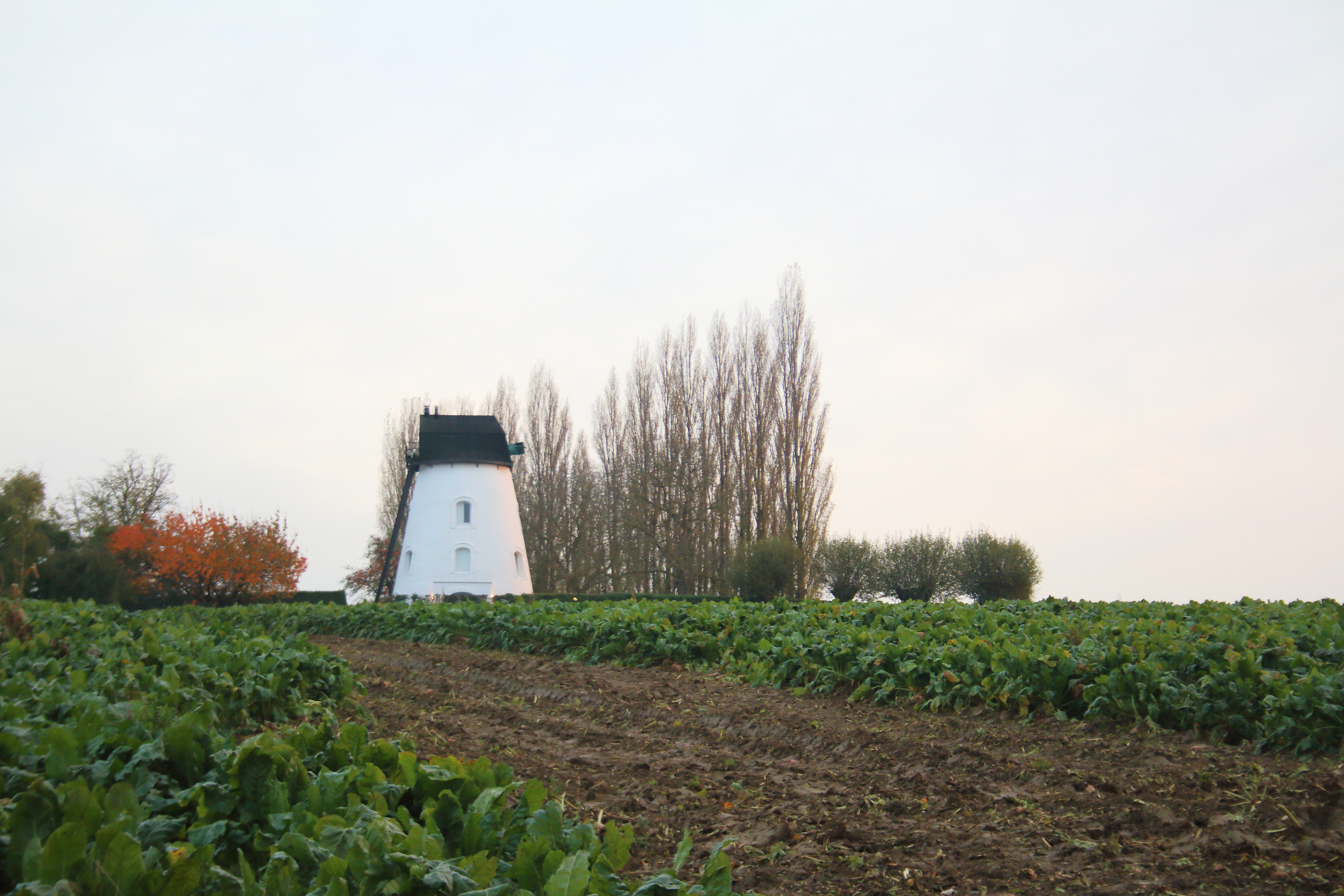
De Koutermolen

De Koutermolen is een voormalige windmolen (stenen grondzeiler) in de Vlaamse Ardennen in Rozebeke (Zwalm). De korenmolen werd in 1772 opgericht aan de Sint-Annastraat op de Rozebekekouter. De oliemolen werd buiten werking gesteld in 1894; tot 1955 was er een mechanische maalderij. De wieken werden in 1931 verwijderd. In 1975 werd de Koutermolen verbouwd tot woning. In 1998 en 2005 werden de muren en de kap gerestaureerd.